# Borbe za Čazmu 1944.
Borbe za Čazmu vođene su tijekom lipnja 1944. godine između partizana i snaga Osovine, na području grada Čazme i Moslavačke gore, 60 km od Zagreba.
U njemačkoj terminologiji poznata kao operacija Košnica (njem. Bienenhaus), borba predstavlja zajedničku operaciju Wehrmachta i snaga NDH protiv partizana. Izvođena je od 25. do 30. lipnja 1944. godine u dvije etape: »Bienenhaus I« i »Bienenhaus II«.

## Snage u operaciji
U operaciji »Bienenhaus« sudjelovali su:
- 1. i 4. konjički puk, 55. izviđačka bojna 1. kozačke divizije
- domobranski 1. gorski zdrug
- ustaški 5. stajaći djelatni zdrug i
- njemačke policijske snage.

## Tijek operacije
Operacija »Bienenhaus I« počela je 24. lipnja. U toj prvoj etapi cilj je bio razbiti snage 33. divizije NOVJ-a na području Čazme. Pravce koji od Bjelovara i Kloštar Ivanića vode k Čazmi zatvarale su postrojbe 33. divizije NOVJ-a, ali su pod pritiskom nadmoćnijih neprijateljskih snaga bile potisnute. Da bi onemogućio dalje nastupanje okupacijskih snaga i preuzeo inicijativu, Štab divizije je istu večer dijelom snaga napao Čazmu. Postrojbe su prodrle u mjesto, ali su protunapadom okupacijskih snaga, potpomognutih tenkovima, bile potisnute. »Bienenhaus I« je završena 27. lipnja bez većeg uspjeha, zbog toga što su se postrojbe 33. divizije NOVJ-a izvukle. Tijekom pothvata, dijelovi Prvog gorskog zdruga ušli su u Čazmu.
Njemačke snage su izvršile pregrupiranje snaga i nastavile drugu etapu operacije 29. lipnja pod šifrom »Bienenhaus II« na području Ivanić-Grada, koja je također završena bez većih rezultata do 30. lipnja.

## Zločini
U toj su operaciji njemački vojnici Čerkezi i ustaše bili iznimno okrutni: zapalili su Čazmu, zatim djelomično sela Grabovnicu, Suhaju i Derezu, a opljačkali sela Cerinu, Lipovčane, Grabovnicu, Suhaju, Pobjenik, Vrtlinsku, Pavličane, Milaševac i Vučane. U mnogim selima uhićivali su i ubijali ljude te silovali žene.
U izvještaju Prvog zbornog područja za lipanj 1944. zapisano je o tome slijedeće: 

## Gubitci
U borbama na području Čazme od 24. do 26. lipnja (prva etapa operacije) 33. divizija NOVJ-a imala je sljedeće gubitke: 8 poginulih, 50 ranjenih i 70 nestalih.
U izvještaju Prvog gorskog zdruga zapisano je: »Naši gubitci: 6 mrtvih, 18 ranjenih. Gubitci odmetnika; 100 mrtvih.«

## Unutarnje poveznice
- Napadi na garnizone Nezavisne Države Hrvatske
- Protupartizanske operacije u NDH
- Osovinske operacije u Jugoslaviji

## Vanjske veze
- Operation "Bienenhaus"
- Operation "Bienenhaus"